# Ioannis Malokinis
Ioannis Malokinis (n. 1880, Pireu, Grecia – d. 1942) a fost un înotător grec, medaliat olimpic. A participat la o ediție a Jocurilor Olimpice (1896) în care a câștigat o medalie de aur.

## Participări
Lista de mai jos prezintă principalele competiții la care a participat Ioannis Malokinis de-a lungul carierei.
- Natație la Jocurile Olimpice de vară din 1896 - marinari 100 m liber (masculin)